# Dalida
Dalida (pron. Dalidá, născută Iolanda Cristina Gigliotti; n. 17 ianuarie 1933, neighborhood in Cairo, Egypt⁠(d), Al Qahirah, Egipt – d. 3 mai 1987, Paris, Île-de-France, Franța) a fost o cântăreață și actriță franceză, de origine italiană. A fost sora mai mare a producătorului și cântărețului Orlando.

## Biografie
S-a născut în Egipt din părinți italieni, dar și-a petrecut o mare parte a vieții în Franța, unde, după ce a primit cetățenia franceză, a avut numele Yolanda Gigliotti. 
Dalida a fost una dintre cele mai mari vedete ale muzicii franceze din a doua jumătate a sec. al XX-lea, având o faimă internațională. A primit 55 de discuri de aur și a fost prima cântăreață care a câștigat un disc de diamant. A cântat și înregistrat nenumărate melodii de succes, multe devenind șlagăre. Un faimos cântec al ei, din tinerețe, este „Bambino” (1957). Timbrul vocii sale era ușor recognoscibil. A continuat să cânte până aproape de tragica și prematura sa dispariție.
Dalida s-a sinucis cu barbiturice pe 3 mai 1987, după ce mai încercase o dată să-și ia viața, cu mai mulți ani înainte. În biletul de adio prin care își cerea scuze pentru gestul său, a menționat că a luat acea hotărâre pentru că viața i se părea insuportabilă.

## Filmografie
- Le Masque de Toutankhamon (1954)
- Sigara wa Kass alias Un verre et une cigarette alias A Cigarette and a Glass (1954)
- Brigade des mœurs (1957)
- Rapt au deuxième bureau (1958)
- Parlez-moi d'amour (1960)
- L'inconnue de Hong Kong (1963) cu Serge Gainsbourg
- Menage all'italiana (1965) cu Ugo Tognazzi
- Io ti amo (1968)
- Comme sur des roulettes (1977)
- Dalida pour toujours (documentar, 1977)
- Le sixième jour (1986) - Youssef Chahine
- Le grand voyage (documentar, 1997)